# Государственный внебюджетный фонд
Госуда́рственный внебюдже́тный фонд — фонд денежных средств, образуемый вне федерального бюджета и бюджетов субъектов Российской Федерации, создание которого имеет своей целью реализацию конституционных прав граждан на пенсионное обеспечение, социальное страхование, охрану здоровья и медицинскую помощь.
Расходы и доходы государственного внебюджетного фонда формируются в порядке, установленном Бюджетным кодексом России, а также иными законодательными актами, включая законы о бюджете Российской Федерации на соответствующий год. Формирование внебюджетных фондов осуществляется за счет обязательных целевых отчислений. Суммы отчислений во внебюджетные фонды, как правило, включаются в состав себестоимости и устанавливаются в процентах к фонду оплаты труда.
В узком смысле под государственными внебюджетными фондами в настоящее время подразумевают:
- Фонд пенсионного и социального страхования Российской Федерации (Социальный фонд России, СФР)[2];
- Федеральный фонд обязательного медицинского страхования (ФОМС).

Полагается, что не существует иных видов внебюджетных фондов согласно нормативно-правовому полю. Согласно ст. 144 БК РФ перечень государственных внебюджетных фондов является закрытым.
В широком смысле в России насчитывается более 30 внебюджетных фондов социального и экономического назначения. Ранее также функционировал Государственный фонд занятости населения Российской Федерации; сейчас часть его функций исполняет Федеральная служба по труду и занятости Российской Федерации (Роструд). К экономическим относятся:
- Фонд развития промышленности (в прошлом — Российский фонд технологического развития)
- отраслевые внебюджетные фонды НИОКР;
- финансовые фонды поддержки отраслей;
- инвестиционные фонды и др.

В 2018 году Глава Счетной палаты РФ предлагала объединить ФСС, ФОМС и ПФР.